# Banchisa

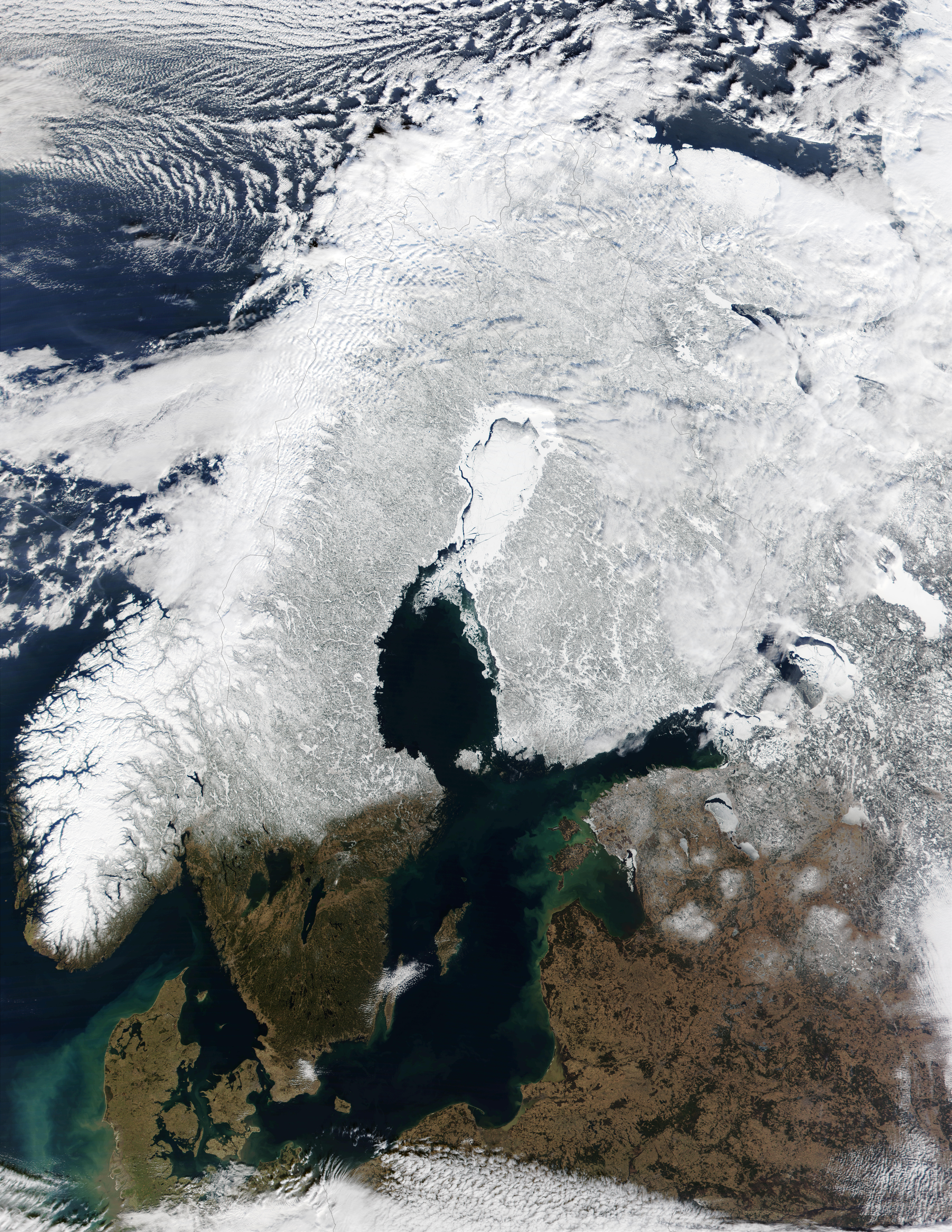
Immagine satellitare della Scandinavia in inverno. Visibili il golfo di Botnia e il Mar Bianco coperti dalla banchisa

La banchisa (detta anche ghiaccio marino, banchiglia e pack) è una massa di ghiaccio galleggiante, dallo spessore raramente superiore ai 3 m, che si forma nelle regioni polari a causa delle basse temperature che provocano il congelamento delle acque marine superficiali.

## Descrizione
La banchisa si forma per il congelamento dell'acqua dell'oceano che, essendo salata, ghiaccia a circa -1,8 °C: il ghiaccio che ne scaturisce è comunque insapore, costituito da acqua non salata, in quanto durante il processo di congelamento i sali minerali restano in soluzione, lasciando che a congelare sia semplicemente l'acqua pura.

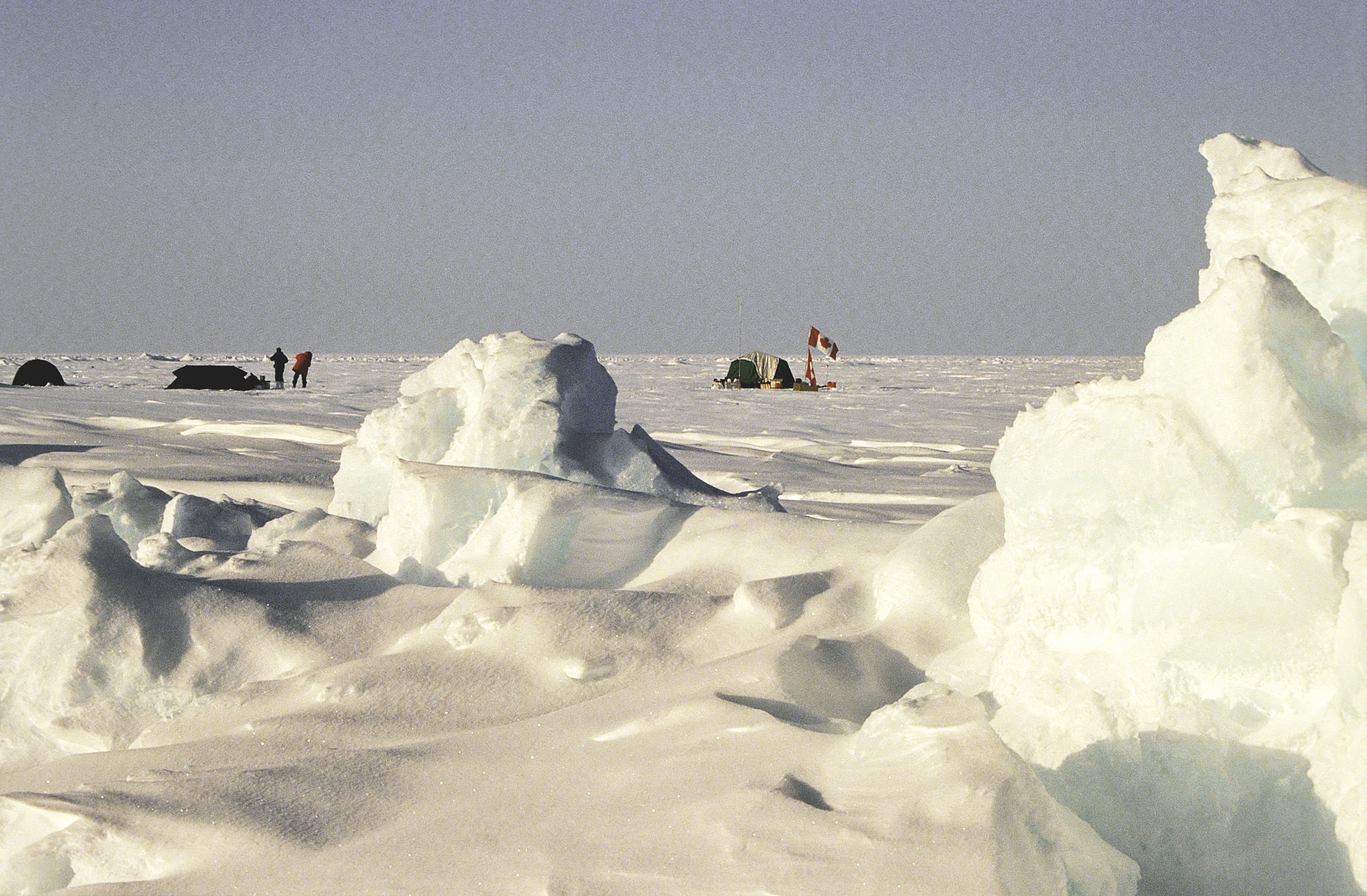
Nell'aprile 1990, la banchisa del Mar Glaciale Artico al Polo Nord geografico era spessa 2,5 metri

Le banchise più grandi si trovano nel Mar Glaciale Artico intorno all'Artide e nel Mar Glaciale Antartico attorno all'Antartide, dove sono permanenti, crescendo d'inverno e riducendosi d'estate. Nel Baltico, nella Baia di Hudson e in altre zone costiere del emisfero settentrionale, invece, la banchisa compare d'inverno e svanisce in primavera-estate.
Dalla banchisa non derivano gli iceberg: questi ultimi, infatti, hanno origine dalle piattaforme di ghiaccio galleggianti che, dalla costa, si protendono nel mare. Gli iceberg, alti anche molte decine di metri, derivano pertanto dalla neve compatta dei ghiacciai e quindi dall'acqua dolce continentale e non dal ghiaccio di origine marina della banchisa, alta per contro solo pochi metri.
A causa delle enormi quantità di acqua e della loro superficie, il comportamento delle due grandi banchise artica e antartica ha notevole importanza sulla circolazione termoalina e più in generale sui cambiamenti climatici, sia come indicatori di processo sia innescando processi di retroazioni.

### Banchise polari

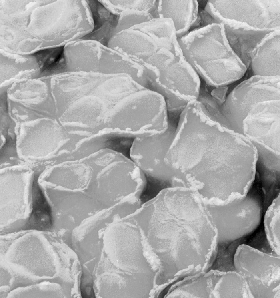
Il ghiaccio a frittelle è la banchisa che è stata compressa dall'azione esercitata dalle onde su una sorta di nevischio dall'apparenza oleoso («frazil ice»), a sua volta generato a partire dai piccoli cristalli lenticolari. Le placche di questo giovane ghiaccio di un solo anno di vita raggiungono 1,5m-2m di spessore

Anche se essa si forma su qualunque mare in cui la temperatura scenda sotto i -1,8 °C, quando si parla di banchisa quasi sempre si fa riferimento alle due grandi banchise polari: quella situata nell'Artico e quella situata intorno all'Antartico.
- La banchisa artica raggiunge a marzo i 15 milioni di km² mentre a settembre scende a 6,5 milioni di km². Da qualche anno perde un po' della sua estensione ad ogni ciclo, fatto che viene attribuito al riscaldamento globale e che potrebbe portare nel tempo alla sua scomparsa nel periodo estivo.
- La banchisa antartica si riduce fortemente nell'estate australe, riformandosi in inverno e raggiungendo una estensione pari a quella del continente antartico: in settembre raggiunge i 18,8 milioni di km² mentre in marzo scende a soli 2,6 milioni di km².

#### Tipi di banchisa
Ci sono due tipi di banchisa:
- quella detta ghiaccio fisso[4] (da non confondere con le piattaforme di ghiaccio galleggianti) ovvero la banchisa attaccata alla costa, agganciata ad essa oppure impigliata nei fondali bassi della piattaforma continentale. A differenza della banchisa alla deriva, essa non si muove sotto la spinta delle correnti marine e dei venti.
- quella alla deriva, che galleggia liberamente[5][6] e consiste di lastroni di ghiaccio che fluttuano sulla superficie dell'acqua in balia delle correnti marine e dei venti dando vita spesso a canali navigabili: quando è unita insieme a formare grandi masse viene chiamata pack. Essa può muoversi liberamente o venire bloccata dalla banchisa attaccata alla costa.

### Formazione
Il motivo principale della formazione della banchisa è il congelamento della sua superficie, essendo le precipitazioni nevose molto scarse nelle regioni polari, permanentemente interessate dalle alte pressioni del vortice polare.
L'acqua si congela in superficie e non sul fondo del mare, dove non raggiunge mai temperature sufficientemente basse, stante il suo elevato calore specifico e, di conseguenza, la sua scarsa propensione a variare la temperatura. Essa comincia a solidificare a -1,8 °C e non a 0 °C come avviene per l'acqua pura a causa della sua salinità che ne abbassa il punto di fusione. 
Si formano dapprima piccoli cristalli lenticolari di acqua pura (il sale rimane in soluzione), i quali vanno via via unendosi, formando un aggregato di ghiaccio.

### Navigazione
La banchisa ovviamente costituisce un ostacolo alla navigazione marittima, che diviene possibile solo frantumando lo spessore di ghiaccio con robuste navi rompighiaccio. Non è infrequente che qualche nave in navigazione (es. navi di ricerca scientifica e a volte gli stessi rompighiaccio) nei mari polari rimanga intrappolata tra i ghiacci alla deriva o in formazione.

## Ecologia

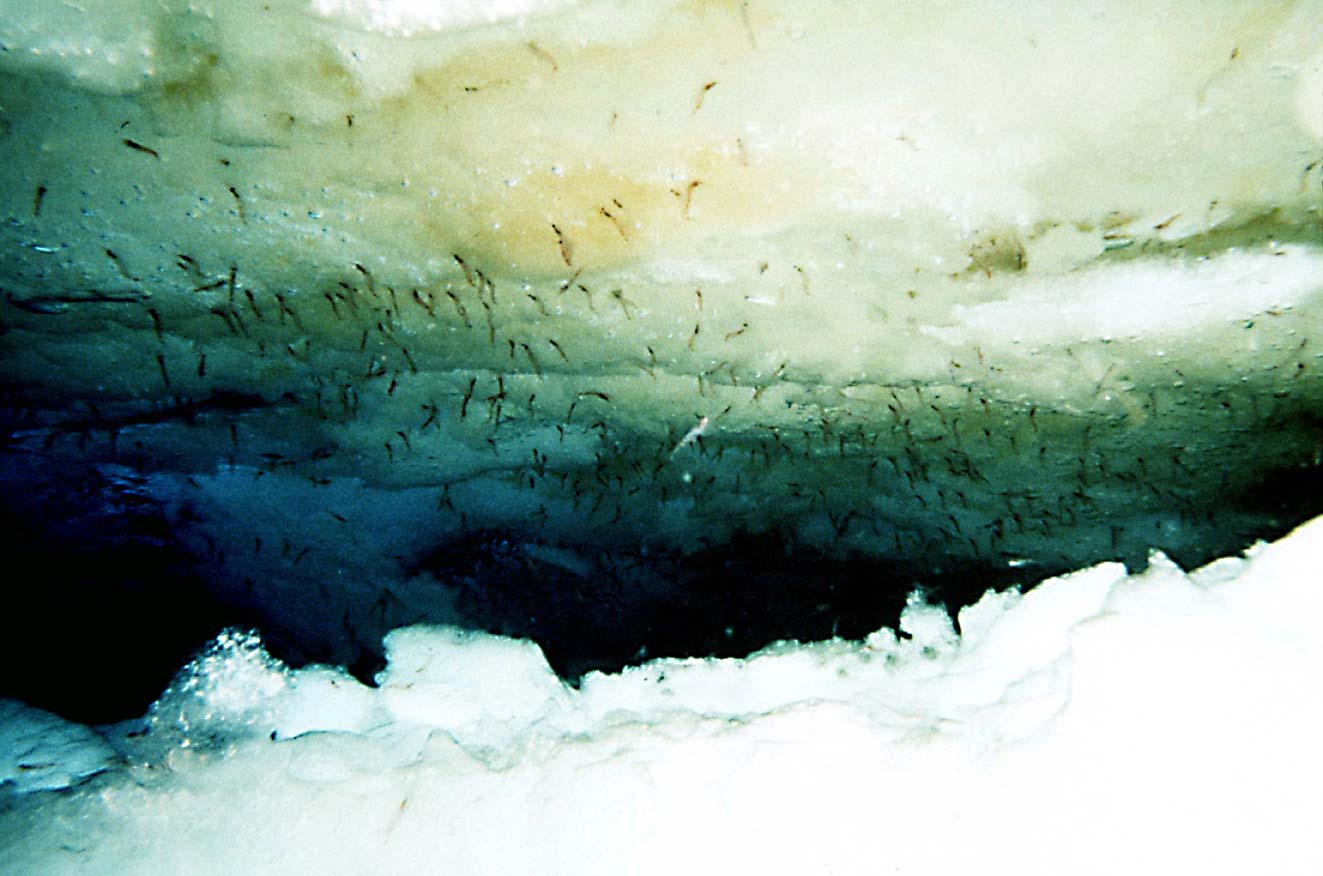
Immagine ottenuta da un ROV, robot sottomarino teleoperato, che mostra il krill antartico mentre pascola sotto il ghiaccio

Molti organismi sono legati alla banchisa la quale è legata alla biosfera terrestre. La banchisa è permeata da una sorta di canali salmastri: questi canali e la banchisa stessa hanno una loro peculiare ecologia, denominata ecologia simpagica.
Gli orsi polari vagano sulla banchisa artica e molti pesci, foche e crostacei (krill) formano una catena trofica che ha origine dalle alghe che crescono sotto il ghiaccio, in un ambiente ricco di nutrienti particolarmente favorevoli per la vita marina. La diminuzione della banchisa artica sta mettendo in pericolo molte specie, tra cui la foca dagli anelli e l'orso polare.

## Clima
L'evoluzione della superficie e dello spessore della banchisa non limita i suoi effetti al solo biota marino, ma interessa anche il clima globale. La sua cappa di ghiaccio avvolge infatti l'oceano, isolandolo e diminuendo la dispersione del calore dal mare verso l'atmosfera: oceano e atmosfera formano un sistema accoppiato che regola la distribuzione del calore nel pianeta.

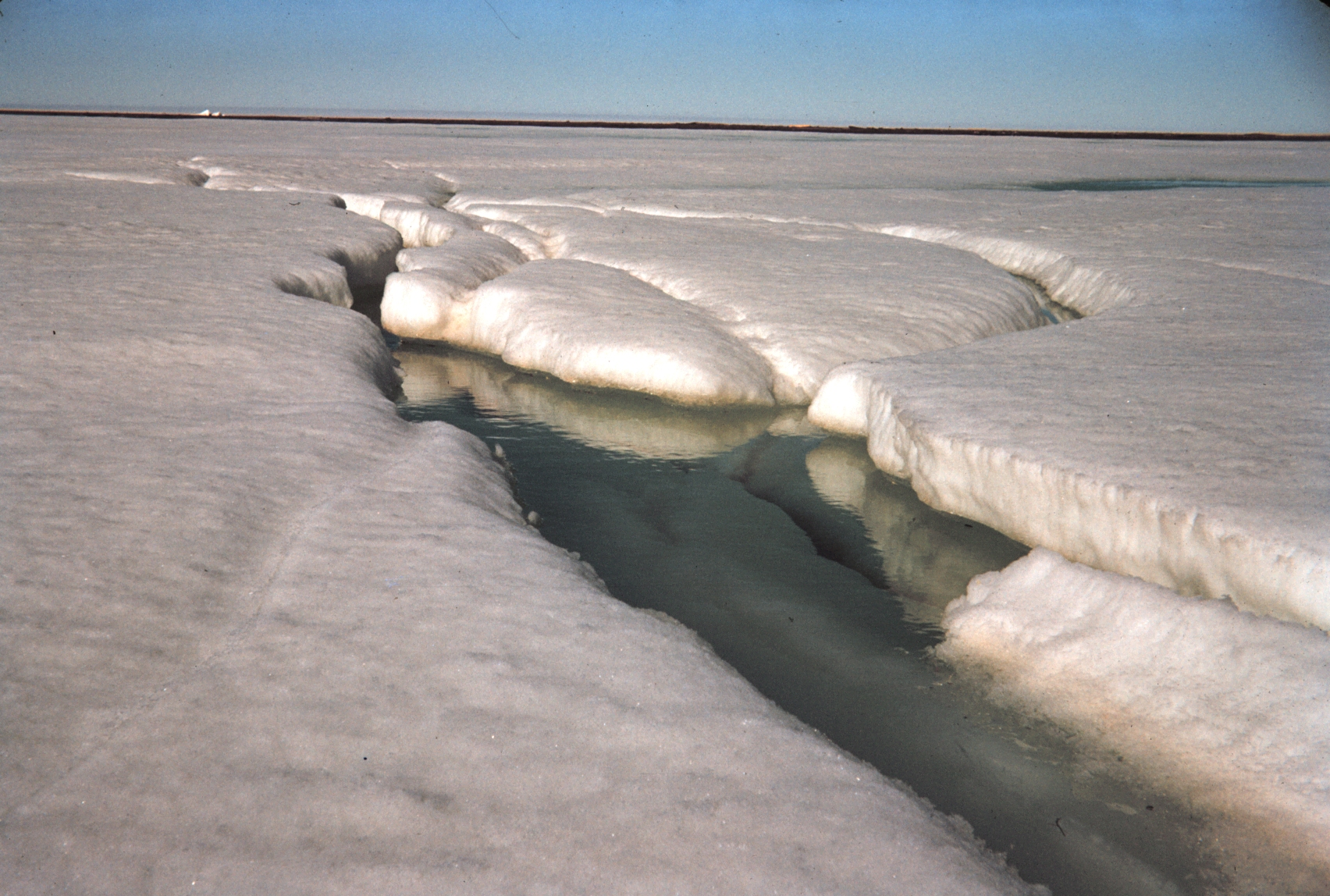
Fusione della banchisa

Inoltre il ghiaccio bianco della banchisa, sebbene sottile, è molto riflettente, contribuendo significativamente all'albedo del nostro pianeta, ossia alla quantità di radiazione solare che viene rispedita nello spazio per riflessione, rappresentando uno dei parametri climatici più importanti. Di conseguenza, la diminuzione stagionale, per effetto dello scioglimento della banchise, comporta una minor riflessione dei raggi solari con effetto di feedback positivo e quindi un ulteriore riscaldamento - la cosiddetta retroazione dell'albedo del ghiaccio. All'opposto durante la formazione invernale e le ere glaciali, all'aumento dei ghiacci corrisponde un aumento dell'albedo che aumenta la riflessione facendo diminuire la temperatura con effetto di feedback positivo e conseguente ulteriore aumento dei ghiacci.
Una funzione importante delle banchise, assieme alle calotte polari, è quella di fungere da regolatori termici degli oceani e del clima terrestre sul medio e breve periodo in quanto l'eventuale fusione del ghiaccio assorbe una quantità di calore pari al cosiddetto calore latente di fusione e viceversa nella sua formazione, agendo dunque da feedback negativo.
Lo scioglimento dei ghiacci delle banchise polari non porterebbe ad alcun aumento del livello dei mari e oceani in quanto si tratta di ghiaccio galleggiante su una superficie liquida e che ha un maggior volume della rispettiva acqua liquida in esso contenuta, facendo innalzare il livello dell'acqua per spinta di galleggiamento, mentre il suo eventuale scioglimento porterebbe invece ad una diminuzione del volume complessivo in assenza di tale spinta, come accade per un cubetto di ghiaccio in un bicchiere riempito con liquido. Diverso invece è il caso dello scioglimento delle calotte glaciali (Antartide e Groenlandia) e dei ghiacciai continentali che poggiano sulla crosta terrestre che sicuramente innalzerebbero il livello dei mari. 
Pur tuttavia lo scioglimento o meno delle banchise polari rappresenta un fenomeno che può essere correlato con la temperatura globale di oceani e atmosfera sia nel breve periodo (stagionale) sia nel lungo periodo (trend climatico) rappresentando un indicatore di possibili eventi meteorologici e mutamenti climatici. Inoltre comporta la diluizione della concentrazione salina degli oceani.

## Galleria d'immagini

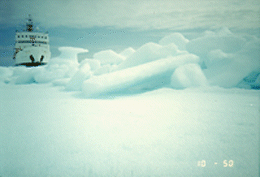
Un rompighiaccio naviga attraverso una giovane banchisa di un anno di età
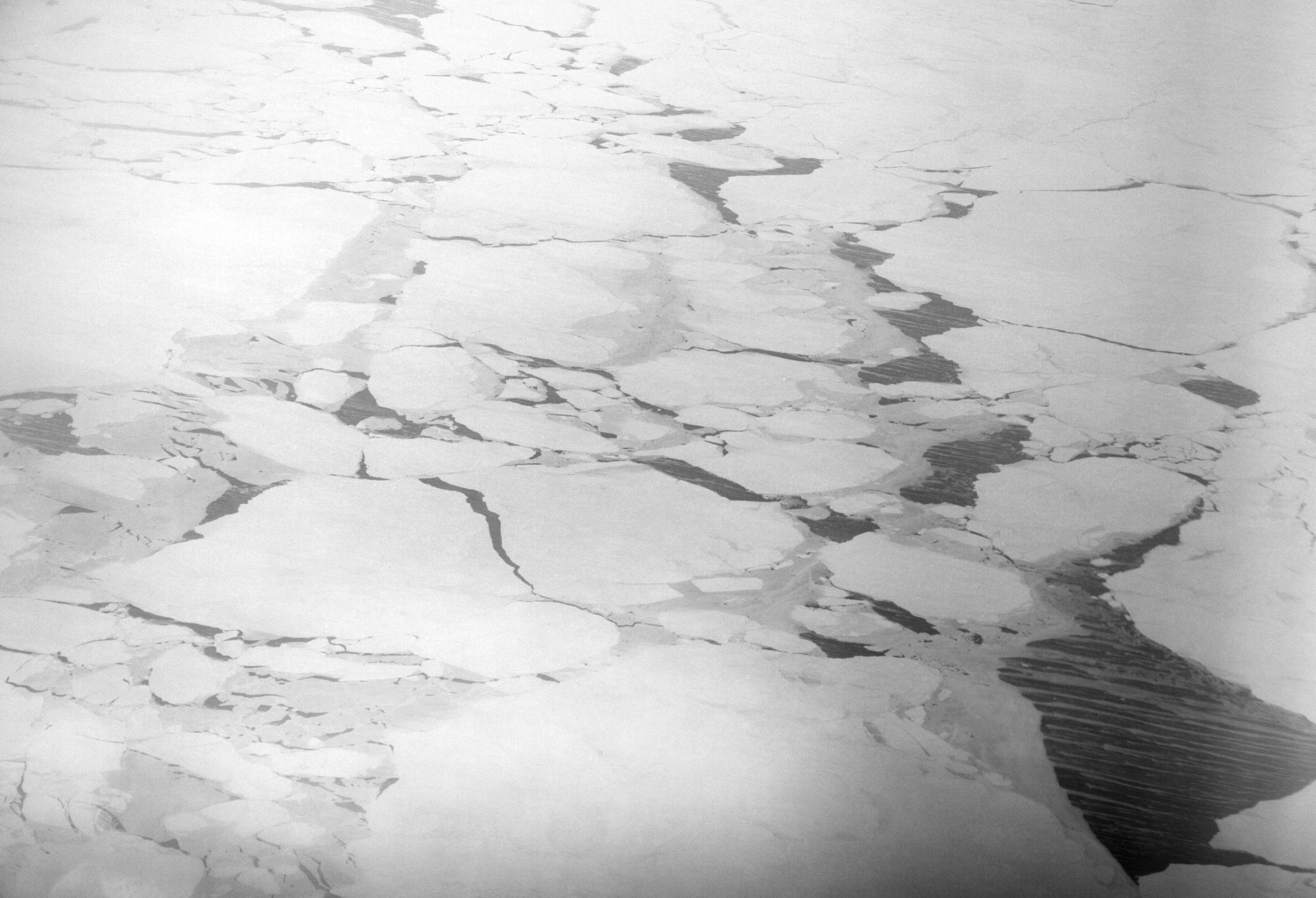
Banchisa nell’Atlantico settentrionale
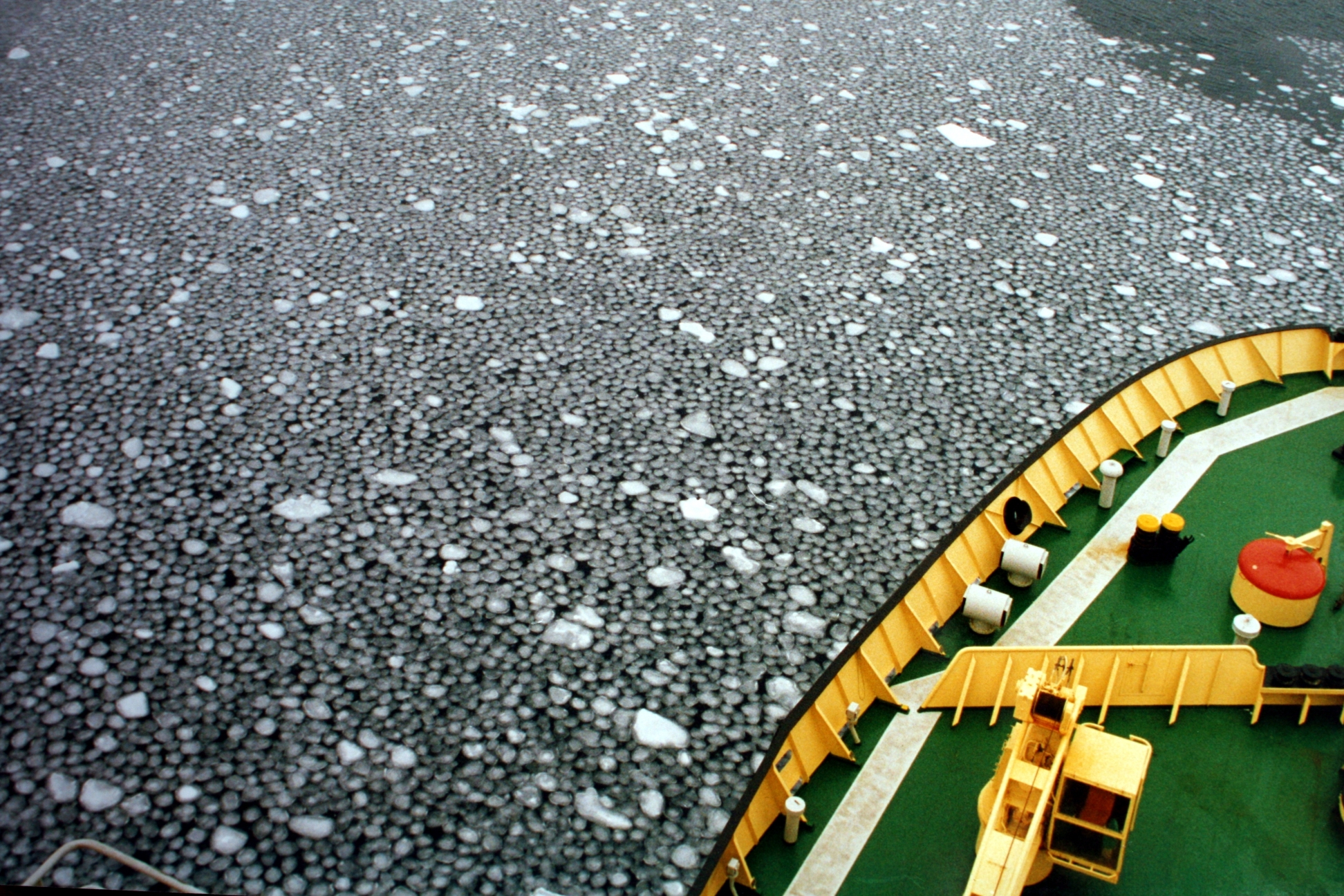
Banchisa a frittelle nel Mare di Ross
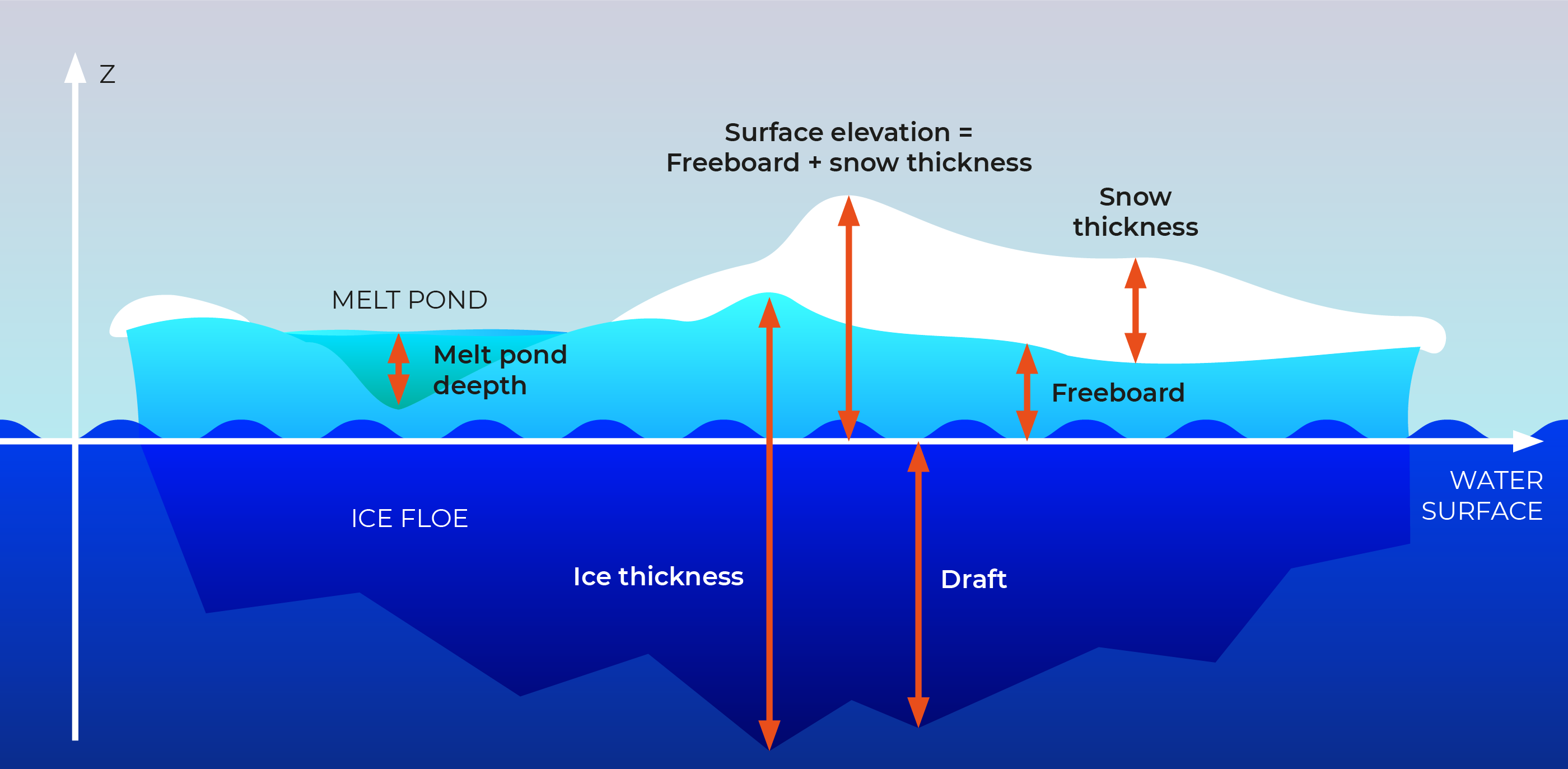
Parametri per misurare la dimensione di un «ice floe» (banco di ghiaccio galleggiante).
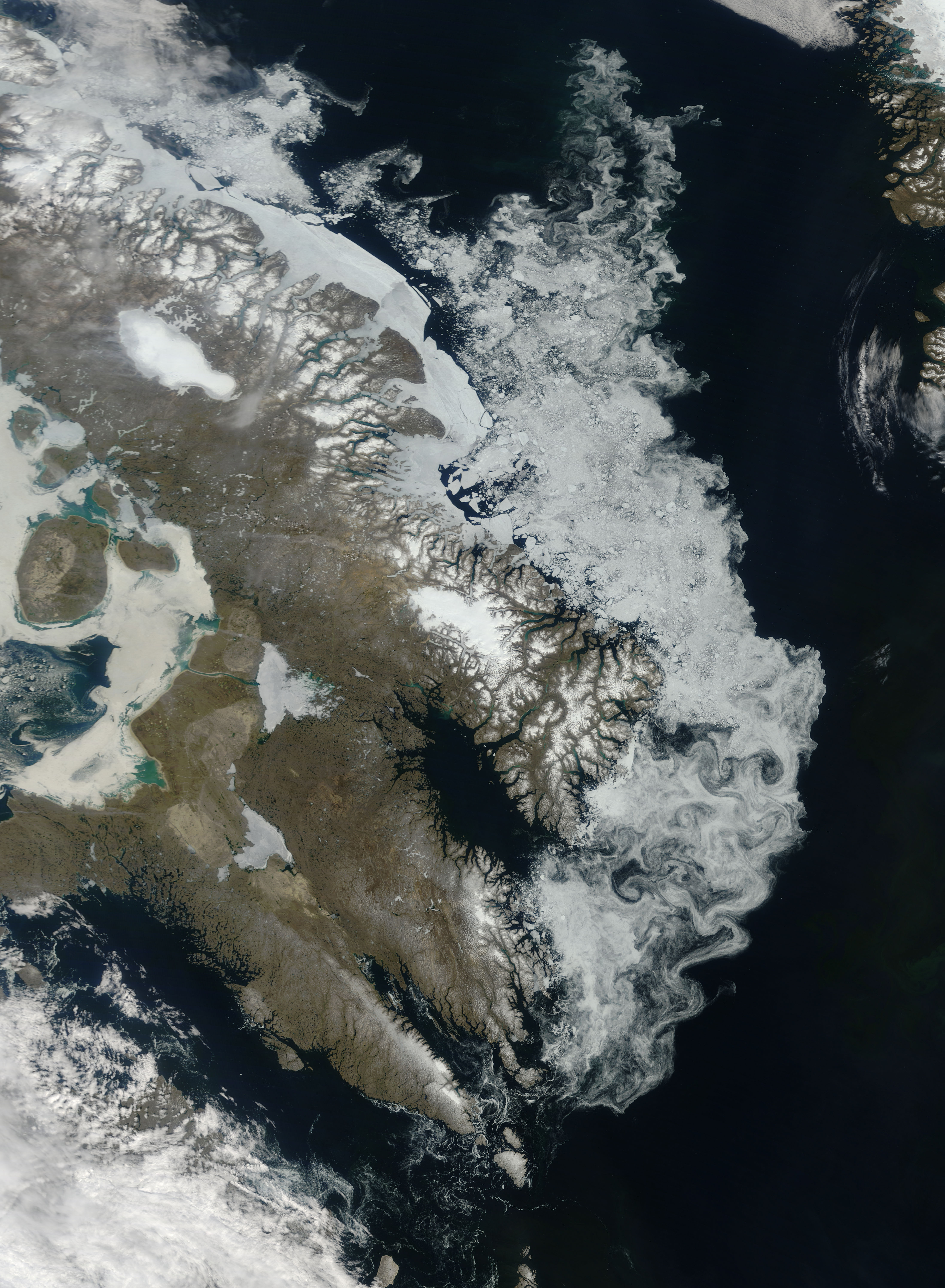
Banchisa al largo dell’Isola di Baffin.
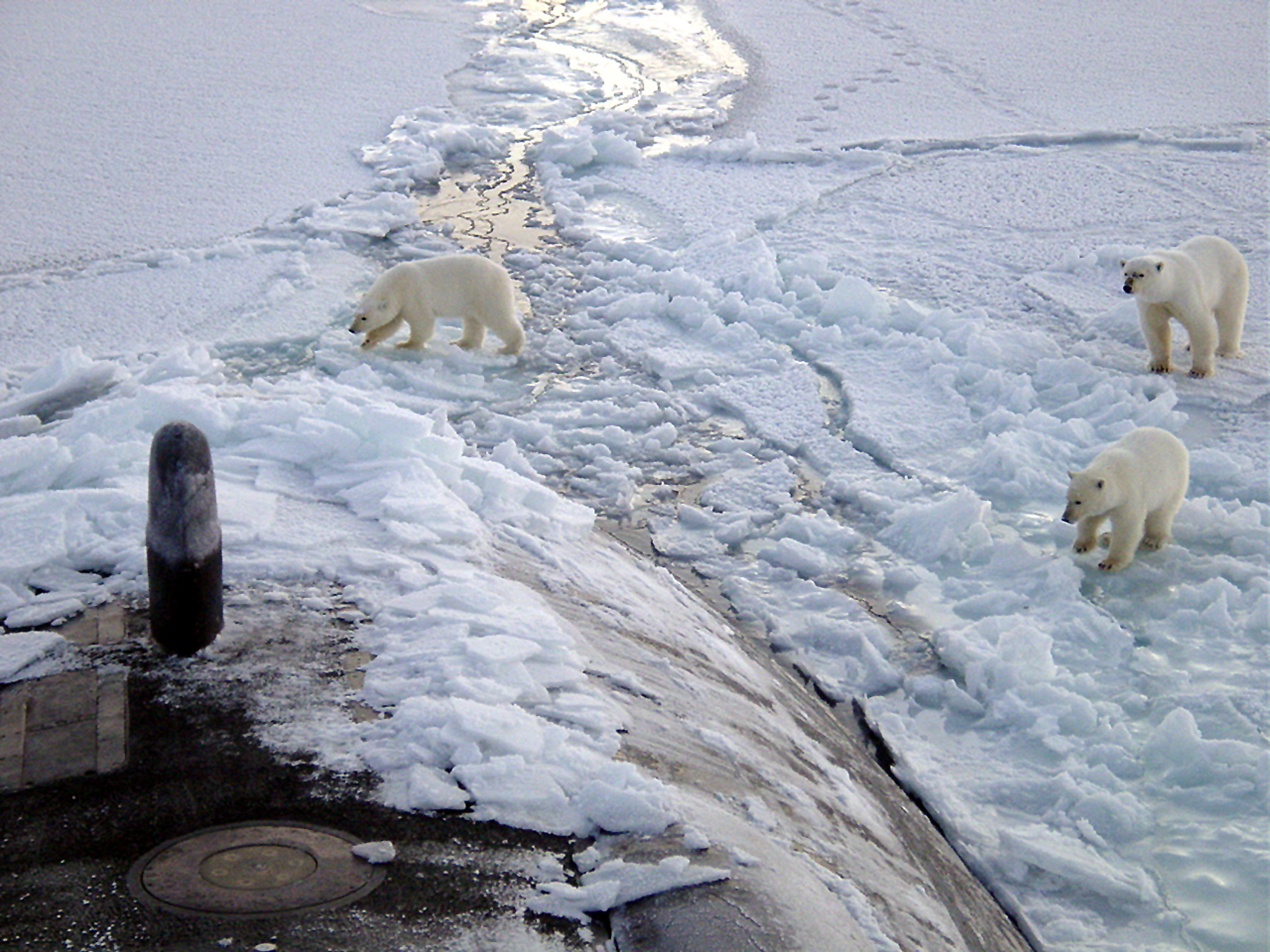
Orsi polari intenti a curiosare intorno a un sottomarino nucleare